# Ce soir on improvise
Ce soir on improvise (Questa sera si recita a soggetto) est une comédie dramatique de Luigi Pirandello écrite entre la fin de 1928 et le début de 1929.
La pièce a été donnée pour la première fois au Teatro di Torino, à Turin, le 14 avril 1930.

## Argument
Une compagnie d'acteurs, sous la direction du docteur Hinkfuss, entend présenter une improvisation sur un texte de Pirandello. Hinkfuss explique que ses idées d'improvisation aux acteurs et tente d'établir des marques de travail, de mettre en scène avec les personnages plutôt qu'avec les acteurs. Cependant, ses acteurs sont frustrés par le conflit inhérent aux instructions de Hinkfuss, soit de devenir complètement leurs personnages, mais aussi de monter sur scène lorsqu'ils sont appelés et de devoir s'adapter aux décisions de Hinkfuss sur ce qui devrait arriver.
Après une discussion animée entre les acteurs et Hinkfuss, la pièce commence. Il s'agit de la famille La Croce - Signor Palmiro, ingénieur de la mine de soufre, sa femme vigoureuse Signora Ignazia, et leurs quatre filles, Mommina, Totina, Dorina et Nenè - qui sont passées de Naples à une Sicile plus conservatrice. La famille est populaire auprès d'officiers de l'armée de l'air qui aiment la mère et flirtent avec les filles ; cependant, ce comportement vaut à la famille la désapprobation du reste de la ville, ainsi que de Rico Verri, un officier réfractaire à ces relations.
Une nuit, Signor Palmiro est amené en sang à la maison après avoir été poignardé en défendant son honneur. Il meurt peu après. Cela coïncide avec un conflit entre les acteurs quant à la façon dont ils devraient respecter le texte et la mise en scène : les acteurs, en colère contre l'ingérence de Hinkfuss, le jettent hors du théâtre.
La prochaine scène a lieu des années plus tard. Mommina a épousé Rico Verri, jaloux des rapports de sa femme avec d'autres officiers et qui la quitte. Guidée par des voix hors-scène de sa mère et ses sœurs, Mommina trouve un feuillet publicitaire d'une production de Il trovatore dans laquelle joue Totina, aujourd'hui célèbre chanteuse d'opéra. Elle décrit le théâtre à ses deux enfants, qui ne l'ont jamais vu, et leur raconte l'histoire de l'opéra, en chantant des morceaux, avec son cœur battant de plus en plus vite et son souffle toujours plus faible, jusqu'à ce qu'elle chante le duo d'adieu - Leonora, addio! - et tombe morte.
Les autres acteurs finissent la pièce en cherchant Mommina. Ils croient que l'actrice s'est évanouie, mais elle se relève. Peu après les acteurs insistent pour obtenir des scènes écrites. Le docteur Hinkfuss, qui est revenu, s'excuse auprès du public pour les irrégularités de la soirée sur scène.

## Mises en scène notoires
- 1949 : Ce soir on improvise de Luigi Pirandello, mise en scène de Giorgio Strehler, Théâtre des Champs-Élysées
- 1957 : Ce soir on improvise de Luigi Pirandello, mise en scène de Sacha Pitoëff, Théâtre de l'Alliance française, Théâtre de l'Athénée
- 1965 : Ce soir on improvise de Luigi Pirandello, mise en scène André Barsacq, Théâtre de l'Atelier
- 1970 : Ce soir on improvise de Luigi Pirandello, mise en scène Gérard Vergez, Festival d'Avignon
- 1974 : Ce soir on improvise de Luigi Pirandello, mise en scène Jacques Destoop, Festival de La Roche-sur-Yon
- 1987 : Ce soir on improvise de Luigi Pirandello, mise en scène Lucian Pintilie, Théâtre de la Ville

## Adaptation à la télévision
- 1975 : Ce soir on improvise (Vestire gli ignudi), téléfilm français réalisé par Jean-Marie Coldefy, adaptation de la pièce éponyme, avec Geneviève Fontanel, Jacques Destoop et Julia Dancourt